# 南昌市豫章中学
南昌市豫章中学位于江西省南昌市東湖區豫章路，是一所普通公立中学。

## 历史
- 1867年 美国基督教卫理公会從福建福州传教至江西九江，向赣皖鄂三省传教。教会致力于建教堂、学校、开医院等事业。
- 1907年 卫理公会美以美会傳教士长孙威廉(William Richard Johnson)与妻子（Ina Buswell Johnson）到中國。
- 1908年 卫理公会在南昌半步街福音堂創辦小學“豫章备馆”，在礼拜堂上课，牧师江民志任校長，只招收男学生。
- 1909年 “豫章备馆”迁至德胜门外下河街关帝庙旁並更名為“南昌高初兩等學校”，程湘帆任校長。
- 1911年 长孙威廉在學校內的自家中建立江西最早的网球场並於次年在豫章中学建立了省城内第一个正式球门的球场。卫理公会筹款以14200元购得城墙与赣江之间200余亩土地，并与葆灵女中交换地址，以筹建立新校区。
- 1912年 学校迁入玉园街徐姓大屋，黄席珍任校长，长孙威廉任副校长，学校成为正式中学。
- 1914年 黄席珍去职，长孙威廉任校长。
- 1915年 学校迁至北坛经家三楼大厦。美国退休女教师琼斯捐出遗产兴办教育。长孙威廉回国从中募得5万美元在新校区兴建一栋四层“琼斯楼”。
- 1917年 学校迁入建成后的新校区并更名为“南昌私立豫章中学”，长孙威廉任校长，吴季穆为副校长，保留原有小學。
- 1919年 5月14日豫章中学青年会200余名学生在葆灵书院召开大会，呼吁全体学生不买日货，要求废除一切卖国条约惩治卖国贼，并致电北京政府及巴黎和会中国专使。12月9日南昌各校代表到豫章中學开会谴责军阀封闭南昌学联的暴行。
- 1920年 长孙威廉在校園內建立江西省第一个室内篮球场
- 1923年 夏家珖任小学部主任。
- 1926年 长孙威廉返回美国入哥伦比亚大学师范学院进修，由夏家珖代理校长。郭沫若到學校做政治报告批判蒋介石叛变革命。
- 1927年 夏家珖從美國留学回來後担任校长。
- 1928年 卫理公会委派前校长长孙威廉为学校宗教指导。
- 1929年 學校在江西省教育厅立案並在教育部备案。
- 1935年 前校长长孙威廉通過家族集资在“琼斯楼”东山坡修建“长孙堂”。
- 1937年 抗战時期搬到牯岭河南路1号基督教灵修会
- 1938年 1月搬回南昌，一个月后搬到安福。
- 1939年 日军进攻长沙，学校搬至兴国新圩村李家大屋。
- 1946年 1月日本投降后搬回原地址。
- 1952年 政府接管，改名为南昌三中.
- 1953年 改名为南昌市第一初级中学。
- 1959年 改名为南昌七中；
- 1968年 12月南昌七中搬至九江马迴岭与共大、农干校合并，称九江共产主义劳动大学。
- 1971年 学校更名为九江地区教育学院
- 1972年 回到原地址重建南昌七中
- 1991年 南昌市政府批准改名为南昌市豫章中学。